# Schnauze voll
Schnauze voll ist eine estnisch-deutsche Spielfilmproduktion von 2005. Der estnische Originaltitel lautet Kõrini!.

## Zusammenfassung
Als Fernkraftfahrer Kaminsky von seiner Frau verlassen wird, spielt er mit Selbstmordgedanken, möchte aber vorher seine alte Music-Box von Leipzig aus zu einem Freund nach Estland bringen. Ein estnischer Bankräuber, der seine Beute ungeahnt auf Kaminskys LKW versteckt hat, verfolgt diesen zusammen mit seinem „Chauffeur“, dem Bestattungsunternehmer Manfred. Die Cellistin Stella hingegen möchte zurück in ihre Heimat und fährt bei Kaminsky mit.
Dieser Film, der als Drama beginnt, entwickelt sich zu einem Road-Movie und findet ein versöhnliches Ende. Kaminsky findet neuen Lebensmut und in Stella eine gute neue Freundin, den Beginn einer deutsch-estnischen Freundschaft.

## Kritik
„Aus dem zufälligen Zusammentreffen der Figuren auf einer Reise von Leipzig nach Tallinn filtert der Film Momente eines Road Movie, einer Kriminalburleske und eines tragikomischen Liebesmärchens. Alle Ansätze münden in eine breite, unpointierte Inszenierung, die den Schauspielern keine Chance lässt, aus den einschlägig bekannten Typen auch Charaktere zu formen. Im Bestreben, nach allen Seiten hin politisch korrekt zu sein, wirkt der Film nur bieder.“

## Produktion
Der Film ist eine estnisch-deutsche Produktion. Regie führte Peeter Siim, produziert wurde der Film von Artur Talvik und Hans-Werner Honert sowie den Produktionsfirmen Ruut (Estland) und Saxonia Media Filmproduktion GmbH (Deutschland).

## Sprache
Der Film ist fast durchgehend deutschsprachig und nur an einigen wenigen Stellen estnisch, in diesen Fällen mit Untertiteln. In der estnischen Fassung ist er vollständig untertitelt, auch dort ist der Film auf Deutsch.
Rasmus Kaljujärv, einer der Hauptdarsteller, spricht in diesem Film erstmals deutsch. Er lernte das Drehbuch auswendig – teilweise ohne zu wissen, was der Text bedeutet.